# Jakub Kindl
Jakub Kindl (* 10. Februar 1987 in Šumperk, Tschechoslowakei) ist ein tschechischer Eishockeyverteidiger, der seit 2022 bei Storhamar Hockey in der norwegischen Eliteserien unter Vertrag steht.

## Karriere
Jakub Kindl begann seine Karriere 2001 bei den U18-Junioren des HC Pardubice und spielte auch bald in der Mannschaft der höheren Altersklasse U20. Drei Jahre lang verbrachte er in den beiden Nachwuchsmannschaften und kam zudem mit 16 Jahren zu seinem Debüt im Profikader in der Extraliga, jedoch blieb es bei dem einen Spiel bei den Senioren.
2004 wechselte er mit 17 Jahren nach Nordamerika in die kanadische Juniorenliga OHL, wo er für die Kitchener Rangers spielte, die ihn beim CHL Import Draft 2004 an Gesamtposition fünf gezogen hatten. Er etablierte sich gleich mit einer soliden Debütsaison im Kader der Rangers, die in den Playoffs bis ins Finale der Western Conference einzogen, dort jedoch den London Knights unterlagen. Kindl wurde daraufhin von den Detroit Red Wings in der ersten Runde des NHL Entry Draft 2005 an Position 19 ausgewählt.
In der Saison 2005/06 konnte sich Kindl deutlich steigern und gehörte zu den führenden Spielern der Rangers. Er entwickelte sich zu einem der besten Verteidiger der Liga und erzielte zwölf Tore und 46 Assists in 60 Ligaspielen. Jedoch scheiterte seine Mannschaft in den Playoffs schon in der ersten Runde. Kindl wurde kurz nach dem Ausscheiden in den Kader der Grand Rapids Griffins, dem AHL-Farmteam der Detroit Red Wings, berufen und sollte dort sein Debüt bei den Senioren geben. Bereits in seinem ersten von drei Spielen konnte er gleich ein Tor vorbereiten.
Zur Saison 2006/07 kehrte er aber wieder in die OHL zurück, wo er an die guten Leistungen der Vorsaison anknüpfen konnte und in 54 Spielen 55 Punkte erzielte. Auch in den Playoffs gehörte er zu den besten Spielern der Rangers, jedoch kamen sie nicht über die zweite Runde hinaus. Kindl wurde daraufhin erneut für die AHL-Playoffs in den Kader der Griffins geholt und stand bei jedem der sieben Erstrundenspiele auf dem Eis. Die Serie ging aber mit 3:4 verloren.
Ab der Saison 2007/08 hatte Kindl einen festen Platz im Kader der Grand Rapids Griffins und hatte mit 13 Punkten in den ersten 42 Spielen einen soliden Start, schwächelte aber in der zweiten Saisonhälfte, als er nur auf vier Torvorlagen kam. Zudem hatte er den schlechtesten Plus/Minus-Wert der gesamten AHL. Im Jahr darauf zeigte er sich anfangs stark verbessert und ihm gelang der Sprung unter die besten Verteidiger der Liga. Defensiv zeigte er sich deutlich stabiler und konnte bereits im 30. Saisonspiel seine Punkteausbeute der Vorsaison übertreffen. Die Fans wählten ihn daraufhin in die Startaufstellung des PlanetUSA All-Star Team für das All-Star Game der AHL. Doch wie schon in seiner Debütsaison konnte er seine gute Form in der zweiten Hälfte der Spielzeit nicht fortsetzen. War er vor dem All-Star Game noch eine zuverlässige Größe im Überzahlspiel der Griffins, so kam er danach in den folgenden 17 Spielen auf nur drei Torvorlagen.
Nach über zehn Jahren in der Organisation der Red Wings wurde Kindl im Februar 2016 an die Florida Panthers abgegeben, die im Gegenzug ein Sechstrunden-Wahlrecht für den NHL Entry Draft 2017 nach Detroit schickten. Nach der Spielzeit 2016/17 erhielt der Tscheche in Florida keinen neuen Vertrag, sodass er seit Juli 2017 auf der Suche nach einem neuen Arbeitgeber war. Diese fand er im Oktober 2017 im HC Plzeň 1929.
Im Juli 2019 unterschrieb Kindl einen Vertrag bei den Kölner Haien aus der DEL und spielte dort bis März 2020.
In der Saison 2020/21 setzte Kindl vom Spielbetrieb aus und kehrte im August 2021 zum HC Škoda Plzeň zurück, für den er bis März 2022 spielte. Anschließend wechselte er zu Storhamar Hockey in die norwegische Eliteserien.

## Erfolge und Auszeichnungen
- 2005 CHL Top Prospects Game
- 2007 OHL Second All-Star-Team
- 2009 AHL All-Star Classic

## Karrierestatistik

### International
Vertrat Tschechien bei:
- U20-Junioren-Weltmeisterschaft 2006
- U20-Junioren-Weltmeisterschaft 2007
- Weltmeisterschaft 2014

(Legende zur Spielerstatistik: Sp oder GP = absolvierte Spiele; T oder G = erzielte Tore; V oder A = erzielte Assists; Pkt oder Pts = erzielte Scorerpunkte; SM oder PIM = erhaltene Strafminuten; +/− = Plus/Minus-Bilanz; PP = erzielte Überzahltore; SH = erzielte Unterzahltore; GW = erzielte Siegtore; 1 Play-downs/Relegation; Kursiv: Statistik nicht vollständig)